# Železniční trať Rohatec – Veselí nad Moravou
Železniční trať Rohatec – Veselí nad Moravou, v jízdním řádu pro cestující uváděná jako část trati 343, je jednokolejná neelektrizovaná trať o délce 19,9 km, propojující hlavní trať Přerov–Břeclav s Vlárskou dráhou. Trať vede ze stanice Rohatec přes Sudoměřice nad Moravou do Veselí nad Moravou. Trať byla vybudována ve dvou etapách od 10. října 1887 do 1. října 1889. Provoz na trati na úseku Rohatec – Sudoměřice nad Moravou byl zahájen 1. října 1889 a na úseku Sudoměřice nad Moravou – Veselí nad Moravou již 10. října 1887.
Trať je kategorizována jako regionální dráha. Při převzetí funkce provozovatele Správou železniční dopravní cesty v roce 2008 byla ještě úsekem celostátní dráhy.

## Stanice a zastávky

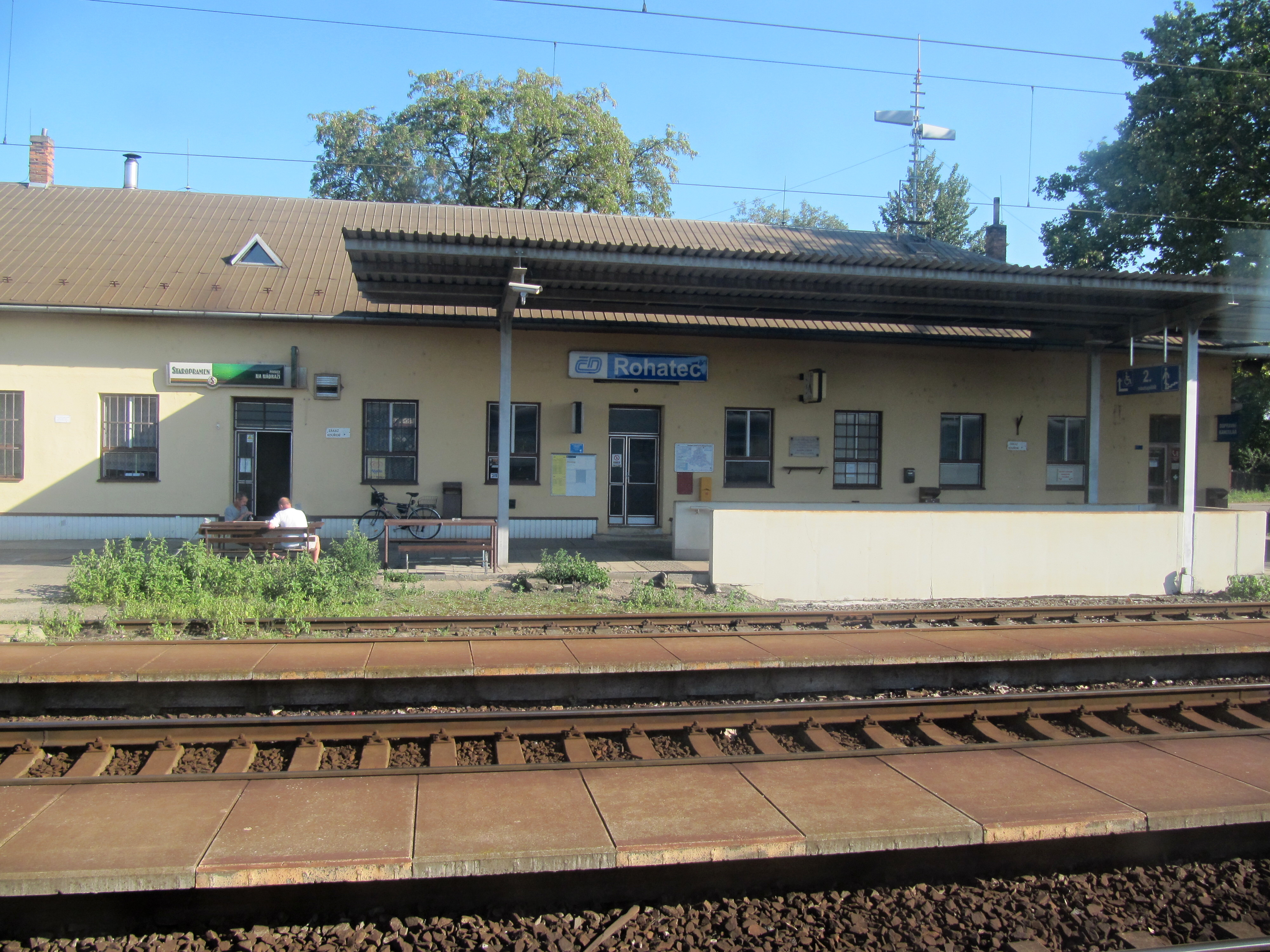
Rohatec
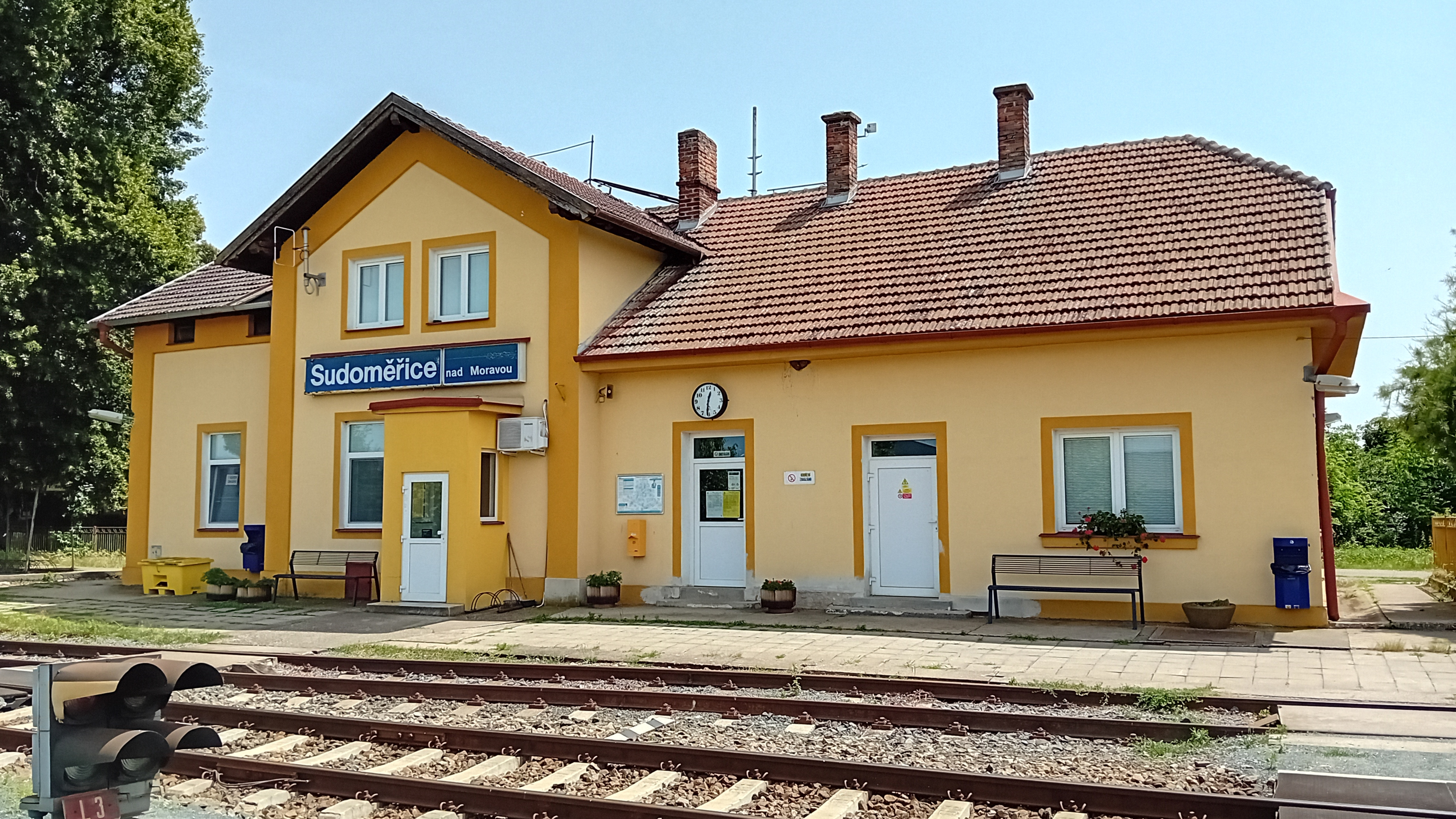
Sudoměřice nad Moravou
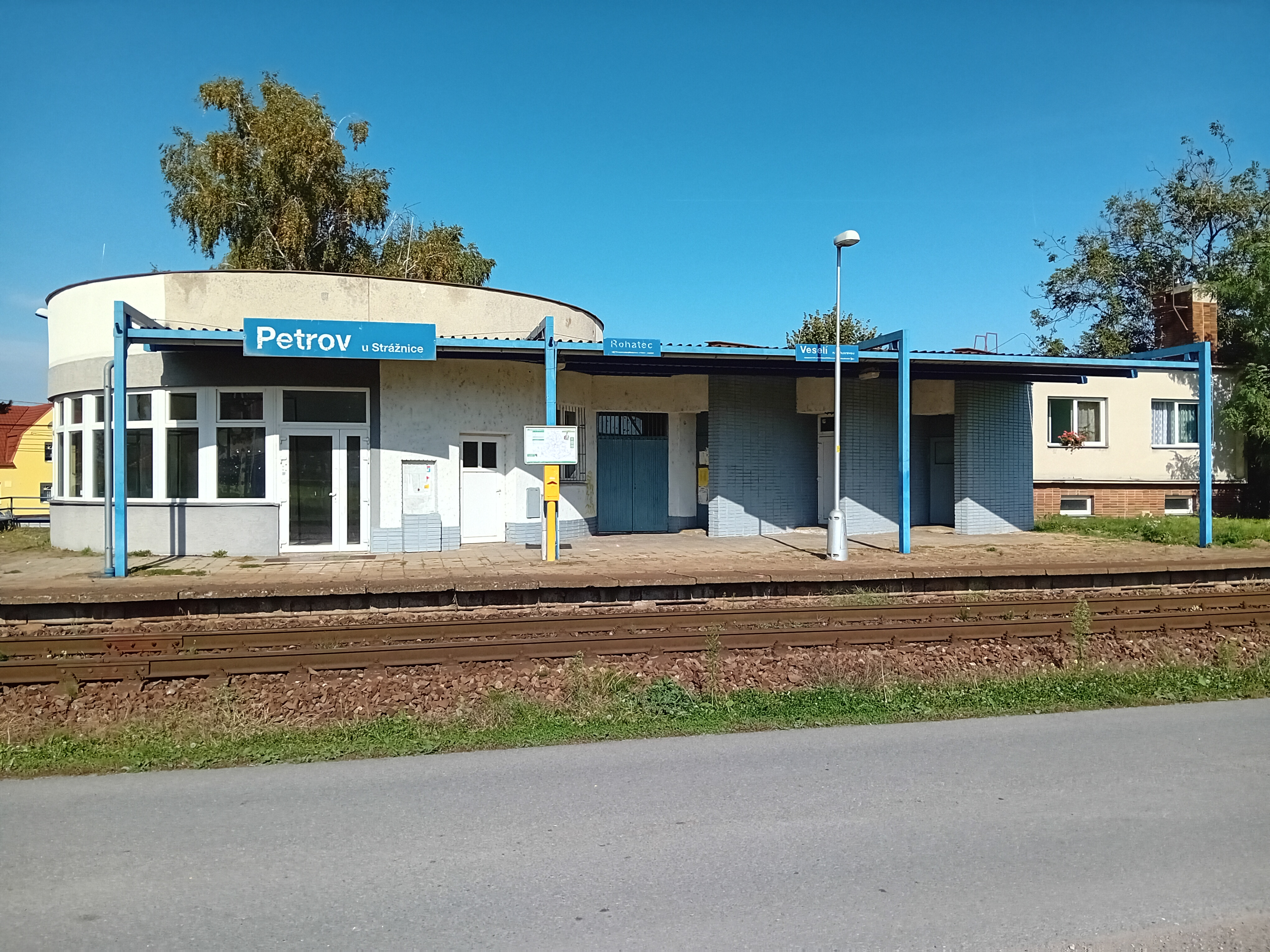
Petrov u Strážnice
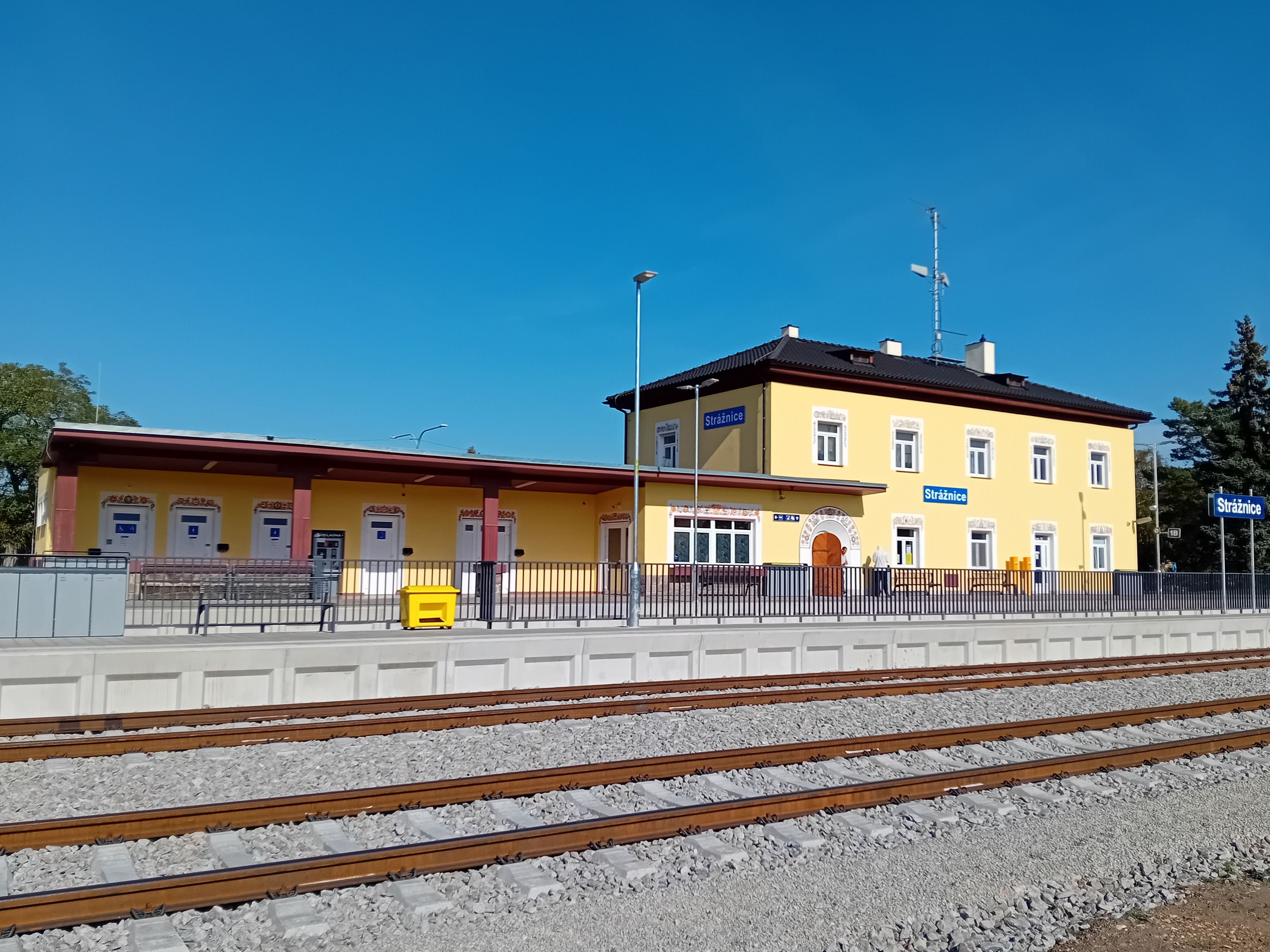
Strážnice
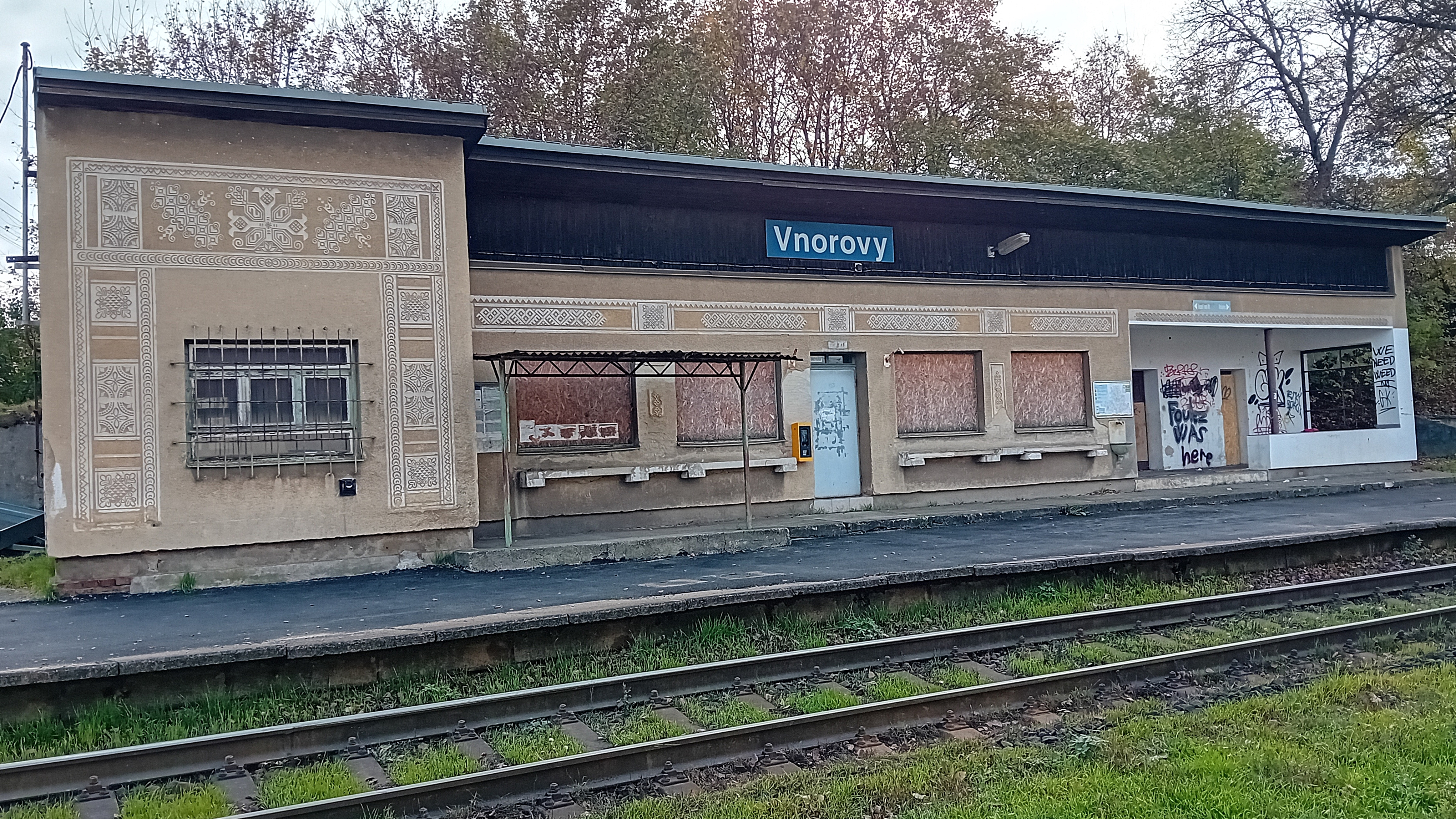
Vnorovy
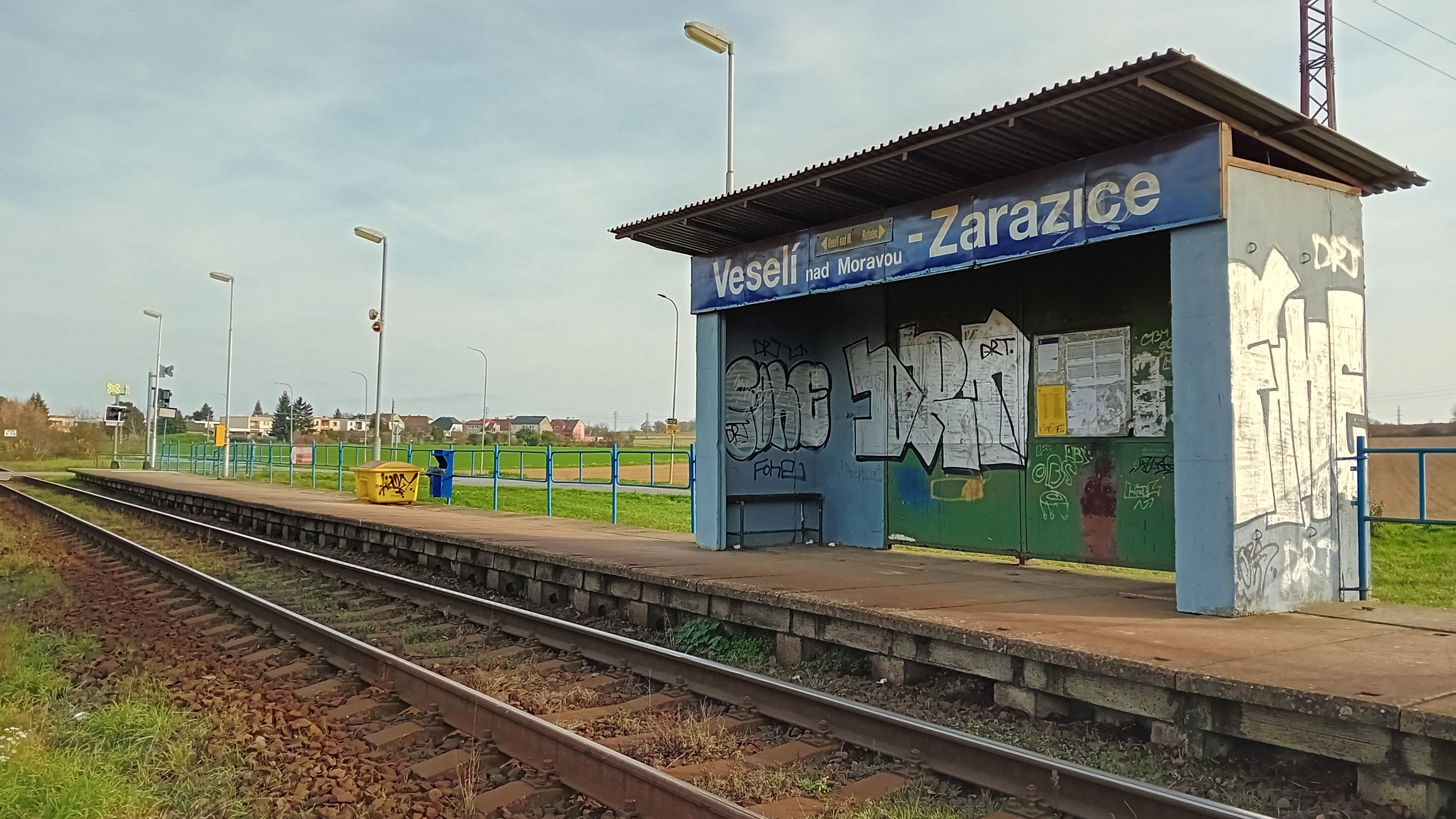
Veselí nad Moravou-Zarazice
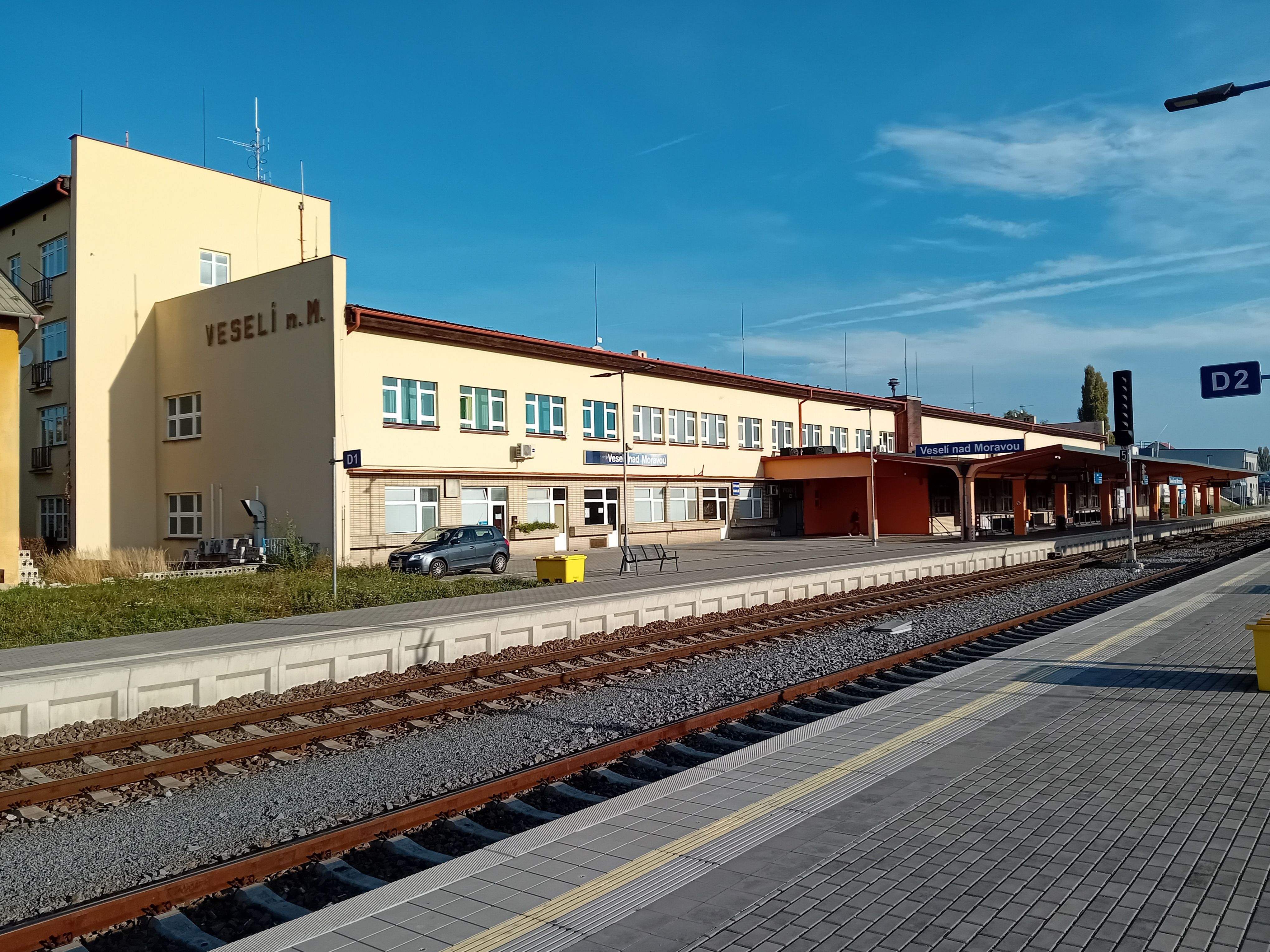
Veselí nad Moravou

## Navazující tratě

### Rohatec
- Trať 330 Přerov – Rohatec – Břeclav

### Sudoměřice nad Moravou
- Trať Sudoměřice nad Moravou – Skalica na Slovensku – Kúty

### Veselí nad Moravou
- Vlárská dráha Brno – Kyjov – Veselí nad Moravou – Uherský Brod – Trenčianska Teplá